# Espinchal
Espinchal é uma comuna francesa na região administrativa de Auvérnia-Ródano-Alpes, no departamento Puy-de-Dôme. Estende-se por uma área de 9 km². Em 2010 a comuna tinha 107 habitantes (densidade: 11,9 hab./km²).